# Lachen-Speyerdorf
Lachen-Speyerdorf ist ein Ortsbezirk der nordwestlich gelegenen rheinland-pfälzischen Stadt Neustadt an der Weinstraße. Aufgrund der Verwaltungsreform verlor die bis dahin eigenständige Ortsgemeinde am 7. Juni 1969 ihre Selbstständigkeit. Ursprünglich waren Lachen und Speyerdorf zwei Bauern- und Winzerdörfer, die spätestens 1874 zu einem Gemeinwesen zusammengelegt wurden.

## Geographie

### Lage und Gliederung

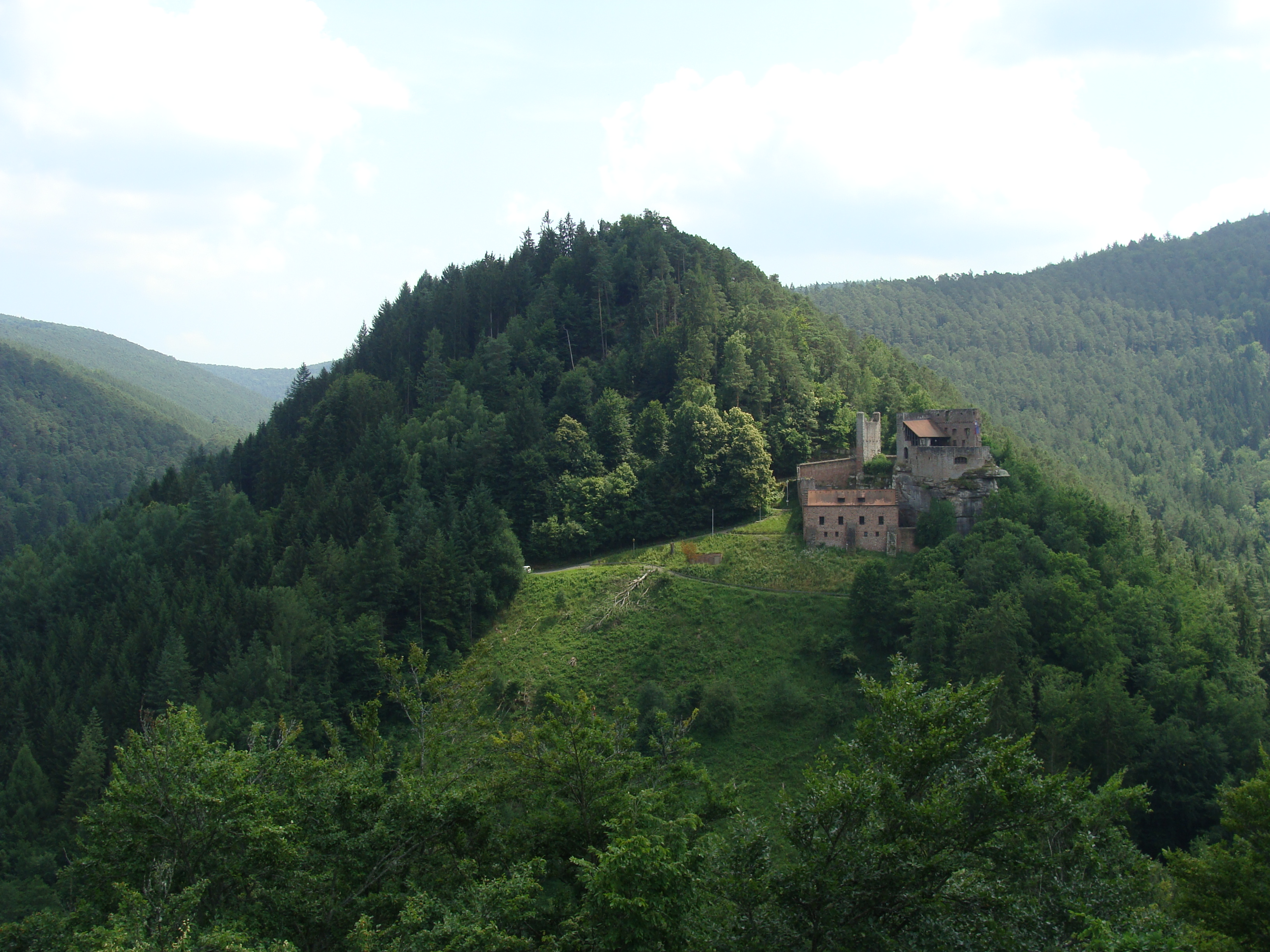
Schloßberg mit Burg Spangenberg in der Waldexklave

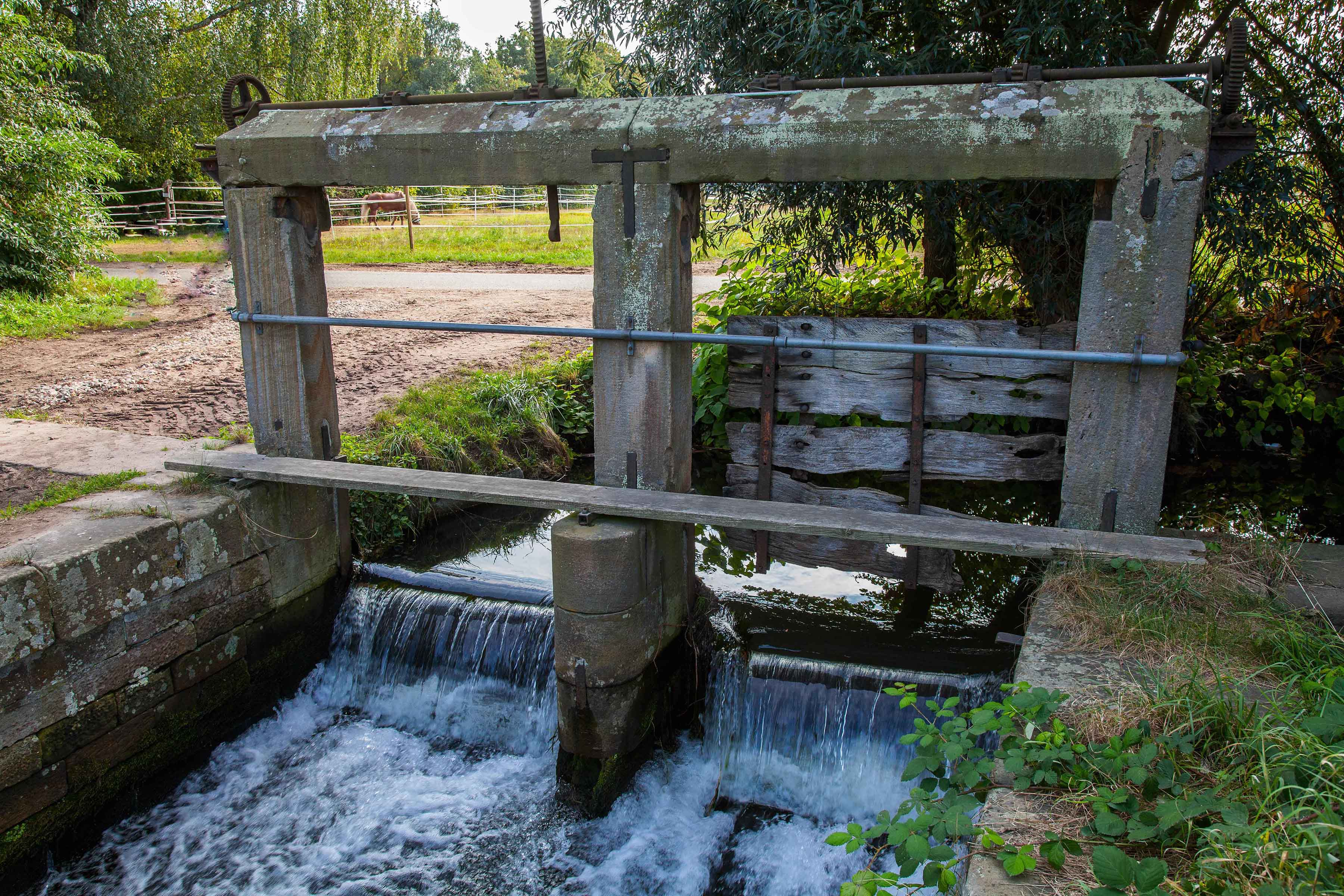
Speyerbach-Wehr am Heidehof

Der Ortsteil Lachen-Speyerdorf liegt 5 km südöstlich des Stadtzentrums, die Gesamtfläche seiner Gemarkung beträgt etwa 24 km². Nördlich und östlich erstreckt sich der Ordenswald, der den Westteil des Speyerer Walds bildet. Zum Ortsteil gehört außerdem eine Exklave im Pfälzerwald, die sich im äußersten Westen der Stadtgemarkung südwestlich von Lambrecht befindet, weswegen Lachen-Speyerdorf der am weitesten westlich liegende Neustadter Ortsbezirk ist.
Zusammen bilden die beiden Teilorte den bevölkerungsreichsten der neun nach Neustadt eingemeindeten Stadtteile. Zu Lachen-Speyerdorf gehören zusätzlich die Wohnplätze Buschwiesenhof, Diakonissen-Mutterhaus, Heidehof, Molkenheimerhof, Schlittern und Lindenhof. Zwei Drittel der Fläche sind Weinberge und Wiesen. „Lache“ steht als aus dem lateinischen lacus herrührende Bezeichnung für „kleines Gewässer“ und „Spiridorf“ für die Nähe zur (als Femininum verwendeten) Speyer, dem heutigen Speyerbach.

### Erhebungen
Die höchsten Erhebungen befinden sich in der erwähnten Waldexklave. Ganz im Westen erstreckt sich der Schloßberg (343,2 m), etwas weiter östlich liegen der Kropfsberg (517,1 m), der Überzwerchberg (502 m) und der Hohe Kopf (464,7 m).

### Gewässer
Durch Speyerdorf fließt der Speyerbach, der als linker Zufluss des Rheins im Pfälzerwald stellenweise die Westgrenze der Waldexklave und damit ebenso von Neustadt an der Weinstraße bildet. In diesem Bereich nimmt er von rechts das 2,7 km lange Höllischtalbächlein auf. Durch Lachen verläuft der Hartgraben, der einige Kilometer weiter von links in den Kropsbach mündet.

### Umgebung
Außer der Neustadter Kernstadt grenzen folgende Gemarkungen an Lachen-Speyerdorf: Im Westen die Ortsteile Diedesfeld und Hambach, im Norden der Ortsteil Mußbach, im Nordosten die Gemeinde Haßloch, im Südosten der Ortsteil Geinsheim, im Süden der Ortsteil Duttweiler und die Gemeinde Kirrweiler.

### Klima
Die Lage in der Vorderpfalz bedingt ein mildes Klima. Der im Westen vorgelagerte Gebirgszug der Haardt hält einen Großteil der Niederschläge ab.

## Geschichte

### Altertum und Mittelalter
Lachen und Speyerdorf wurden erstmals im Jahr 774 urkundlich erwähnt und sind somit wie andere, schon zur Zeit Karls des Großen urkundlich erwähnte, Nachbardörfer älter als die Stadt Neustadt selbst. Wie in fast allen eingemeindeten Orten belegen zahlreiche frühgeschichtliche Bodenfunde allerdings eine noch frühere Besiedlung. Der sogenannte Essigberg nördlich von Speyerdorf ist ein keltischer Grabhügel. Aus der Zeit der Römer wurden u. a. Überreste einer Villa, eine Götterstatue der Diana sowie eine Weinamphore gefunden. Im Jahr 1938 wurde zudem in der Waldexklave des Ortes nahe dem angrenzenden Forsthaus Breitenstein ein römischer Votivaltar mit einer Weihinschrift für den ursprünglich keltischen Wald- und Berggott Vosegus, Namensgeber der Vogesen und des Wasgaus, der auch noch in römischer Zeit weiterverehrt wurde, gefunden. Auf der Gemarkung des Ortes in Richtung Geinsheim lag im Mittelalter das heute verschwundene Dorf Molkenheim. Der ländlich-bäuerliche Charme des Weindorfes resultiert aus seinen Fachwerkbauten, deren Stil nach den germanischen Stämmen der Alemannen und Franken benannt ist, welche auf die Kelten (Mediomatriker), andere Germanen (Nemeter) und die Römer bei der Besiedlung dieser Region folgten.

### Frühe Neuzeit
Durch den Dreißigjährigen Krieg wurden die beiden Dörfer nahezu entvölkert. Nach Missernten in der zweiten Hälfte des 18. Jahrhunderts wanderten zahlreiche Familien nach Nordamerika bzw. Polen aus. Erst im 19. Jahrhundert setzte wieder ein stetiges Bevölkerungswachstum ein. Bis Ende des 18. Jahrhunderts gehörte beide Orte zur Kurpfalz. Lachen war außerdem der Stammsitz der bis zum Ende der Feudalzeit dort begüterten Adelsfamilie Schliederer von Lachen.
Von 1798 bis 1814, als die Pfalz Teil der Französischen Republik (bis 1804) und anschließend Teil des Napoleonischen Kaiserreichs war, waren Lachen und Speierdorf – so die damalige Bezeichnung – in den Kanton Neustadt (Donnersberg) eingegliedert und besaß die eigene Mairie Lachen. 1815 wurde der Ort Österreich zugeschlagen. Bereits ein Jahr später wechselte der Ort, wie die gesamte Pfalz, durch den Vertrag von München in das Königreich Bayern und wurde ein Teil des sogenannten Rheinkreises. Von 1817 bis 1862 gehörte „Lachen und Speyerdorf“ dem Landkommissariat Neustadt an; aus diesem ging das Bezirksamt Neustadt hervor.
Lachen und Speyerdorf gehörten nicht immer zusammen. Über den Zeitpunkt ihrer Vereinigung gibt es allerdings widersprüchliche Angaben. Johann Goswin Widder schreibt 1786 über „Speierdorf und Lachen“: „Diese zwei Dörfer liegen zwar eine halbe Stunde Wegs von einander, machen aber nur eine Gemeinde aus …“ In einer amtlichen bayerischen Statistik aus dem Jahr 1863, herausgegeben vom „k. statistischen Bureau“, wird Lachen-Speyerdorf – exakt in der heutigen Schreibweise – ebenfalls als eine der zum Bezirksamt Neustadt gehörenden Gemeinden aufgeführt. Nach Wilhelm Volkert wurden die bis dahin selbstständigen Gemeinden Lachen und Speyerdorf erst 1874 zur neuen Gemeinde Lachen-Speyerdorf zusammengeschlossen. Diese Ansicht haben auch andere namhafte Historiker übernommen.

### Ab dem 20. Jahrhundert
Während der Zeit des Nationalsozialismus befand sich ein Zivilarbeitslager in Lachen-Speyerdorf.
Ab 1939 war Lachen-Speyerdorf Bestandteil des Landkreises Neustadt an der Weinstraße. Nach dem Zweiten Weltkrieg wurde der Ort innerhalb der französischen Besatzungszone Teil des Regierungsbezirks Pfalz im damals neu gebildeten Land Rheinland-Pfalz. Durch das rheinland-pfälzische Verwaltungsvereinfachungsgesetz vom 10. Januar 1969 wurde die Gemeinde Lachen-Speyerdorf mit 1804 Hektar Gemarkungsfläche zum 7. Juni 1969 aufgelöst und als Ortsbezirk in die Stadt Neustadt an der Weinstraße eingegliedert. Das ehemals bäuerlich strukturierte Lachen-Speyerdorf beging im Jahr 2000 seine 1225-Jahr-Feier. Insbesondere nach dem Zweiten Weltkrieg wurden neue Wohn- und Gewerbegebiete erschlossen.

## Bevölkerungsentwicklung
1815 hatte der Ort insgesamt 1600 Einwohner. Früher ein typisches Bauern- und Winzerdorf, wird Lachen-Speyerdorf immer mehr zum Wohnvorort von Neustadt. Laut Stadtverwaltung ist Lachen-Speyerdorf mit mehr als 5000 Einwohnern der größte Ortsteil Neustadts. Im Januar 2012 hatte Lachen-Speyerdorf 5470 Einwohner.

## Politik

### Ortsbeirat
Für den Stadtteil Lachen-Speyerdorf wurde ein Ortsbezirk gebildet. Dem Ortsbeirat gehören 15 Beiratsmitglieder an, den Vorsitz führt die direkt gewählte Ortsvorsteherin.
| Partei  | CDU    | FWG  | SPD    | GRUENE |
| ------- | ------ | ---- | ------ | ------ |
| Prozent | 37,8 % | 27 % | 23,5 % | 9,6 %  |
| Sitze   | 6      | 4    | 4      | 1      |

Siehe auch: die Ergebnisse der Kommunalwahlen in Neustadt an der Weinstraße#Lachen-Speyerdorf

### Ortsvorsteher
Fabienne Gerau-Frisch (CDU) wurde am 15. Juli 2024 Ortsvorsteherin von Lachen-Speyerdorf. Bei der Direktwahl am 9. Juni 2024 hatte sie sich mit einem Stimmenanteil von 64,1 % gegen einen Mitbewerber durchgesetzt und wurde damit als erste Frau ins Amt des Ortsvorsteher gewählt.
Der Vorgänger von Fabienne Gerau-Frisch, Claus Schick (SPD), hatte das Amt seit 2009 inne und kandidierte 2024 nicht erneut als Ortsvorsteher.

### Wappen
| Wappen von Lachen-Speyerdorf | Blasonierung: „Von Schwarz und Gold gespalten, rechts ein linksgewendeter rotbewehrter und -bezungter goldener Löwe, links ein blaues Gemarkungszeichen in Form des Großbuchstabens L“ |
| Wappen von Lachen-Speyerdorf | |

## Kultur und Sehenswürdigkeiten

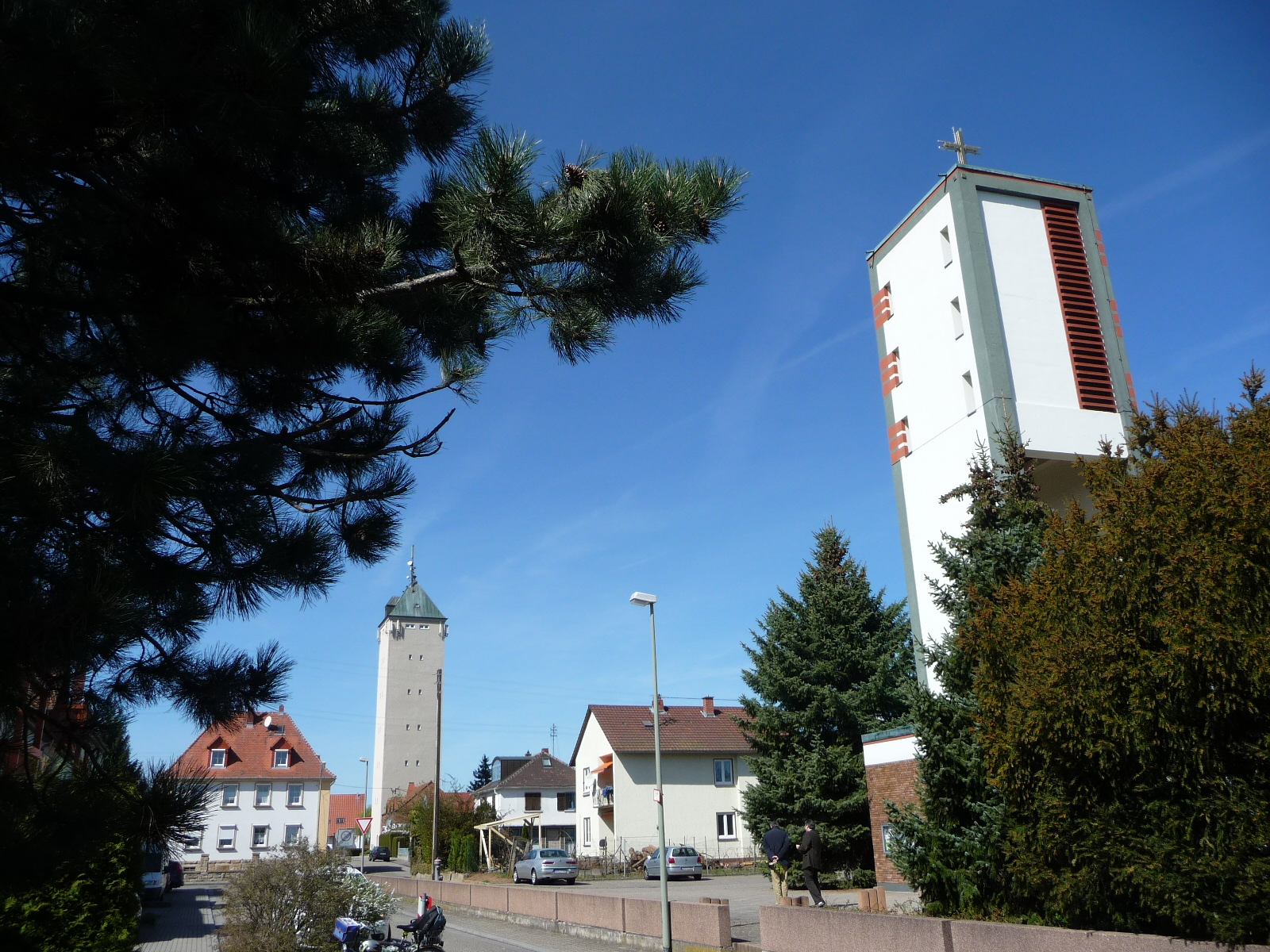
Wasserturm und katholische Kirche
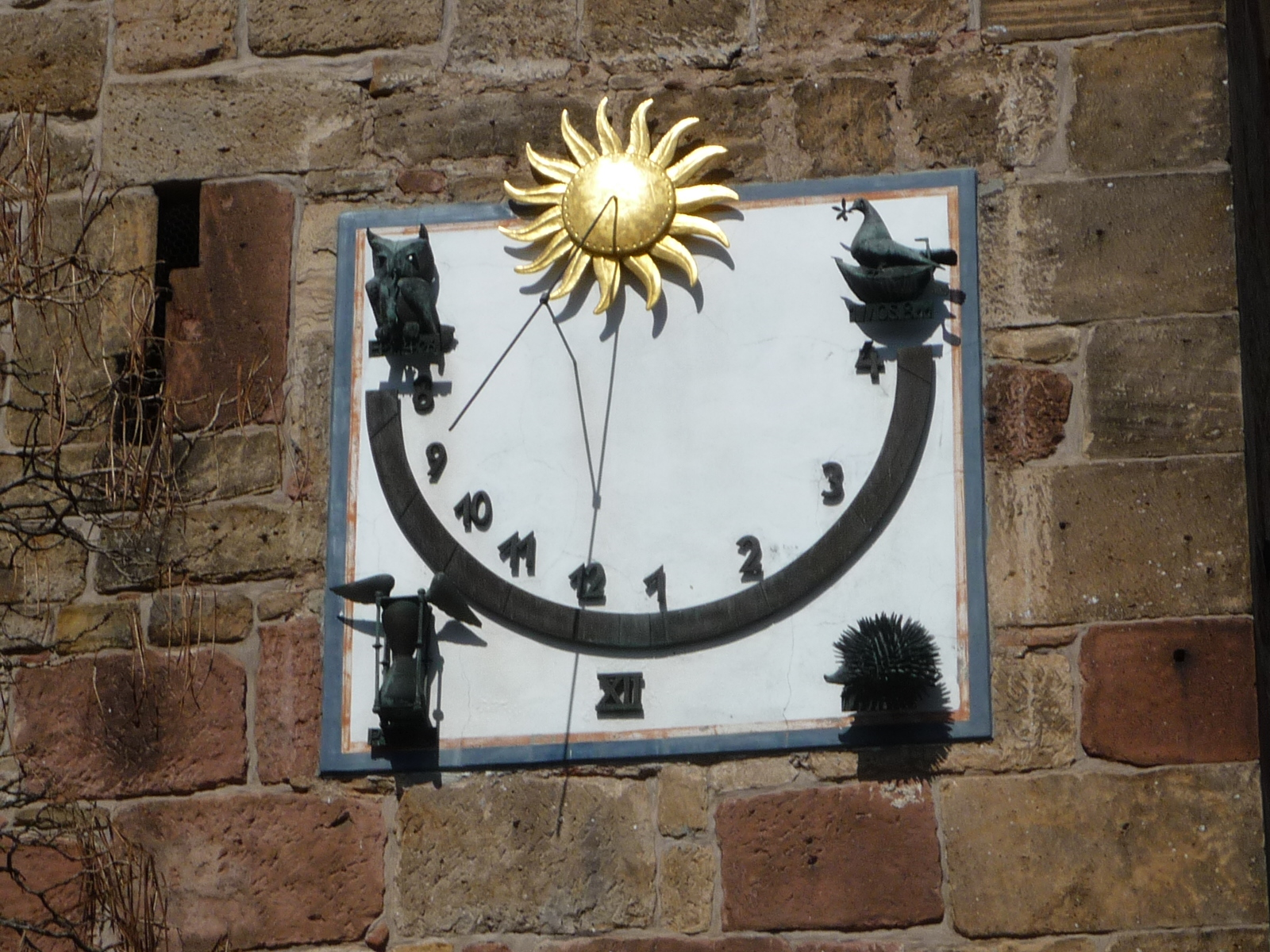
Kirchturmuhr von Gernot Rumpf in Lachen
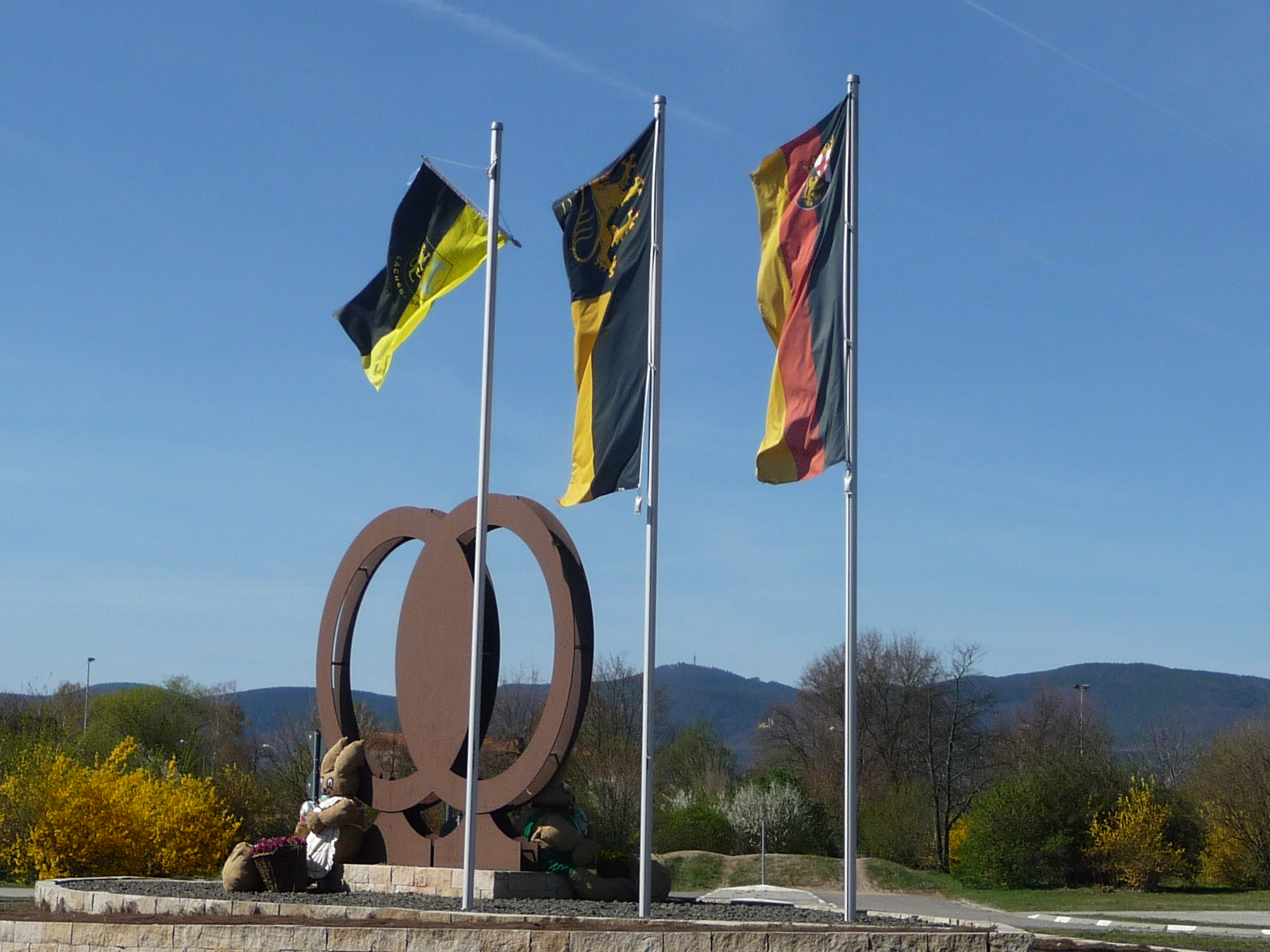
Verkehrskreisel
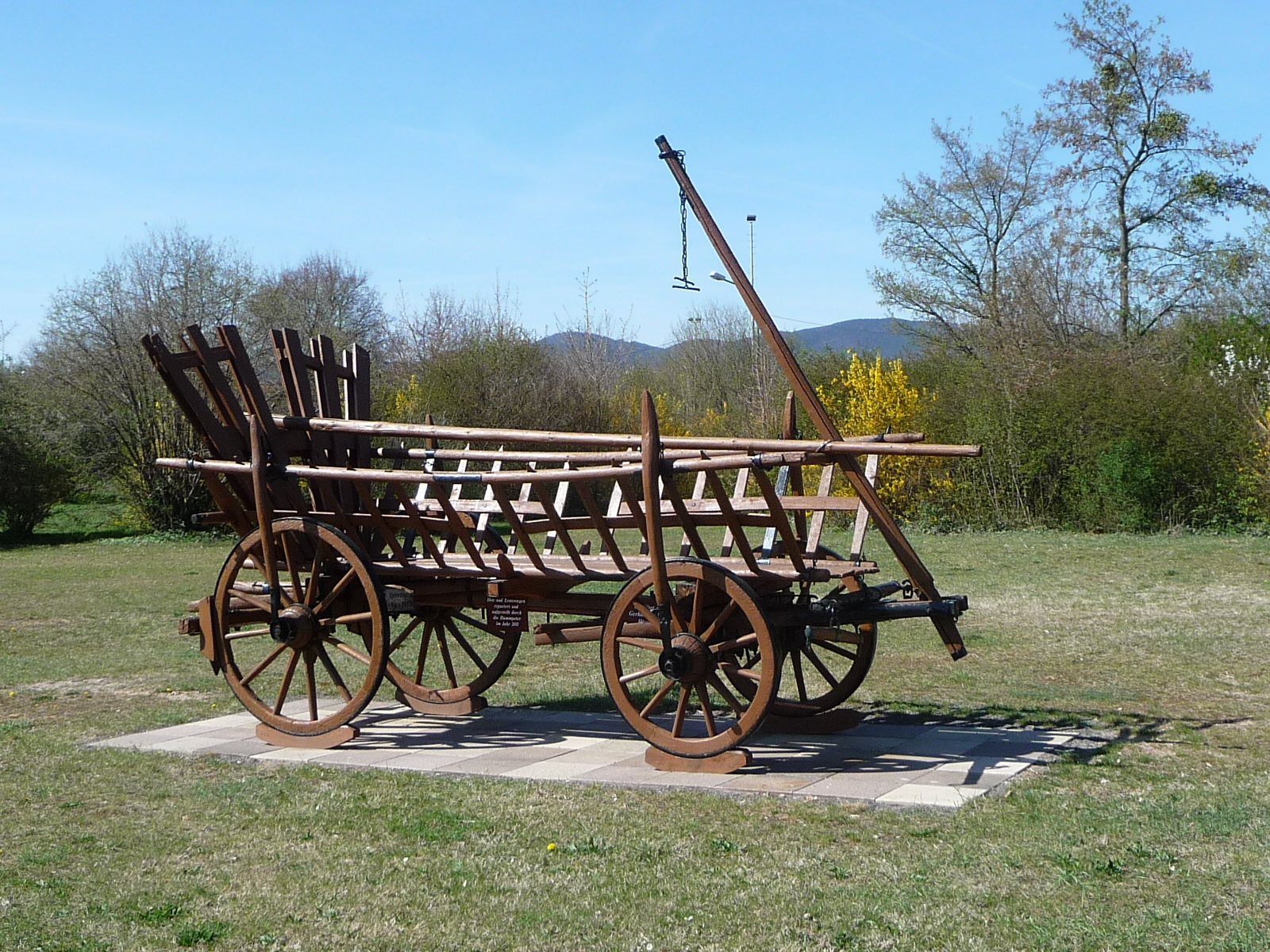
Historischer Heuwagen am Verkehrskreisel
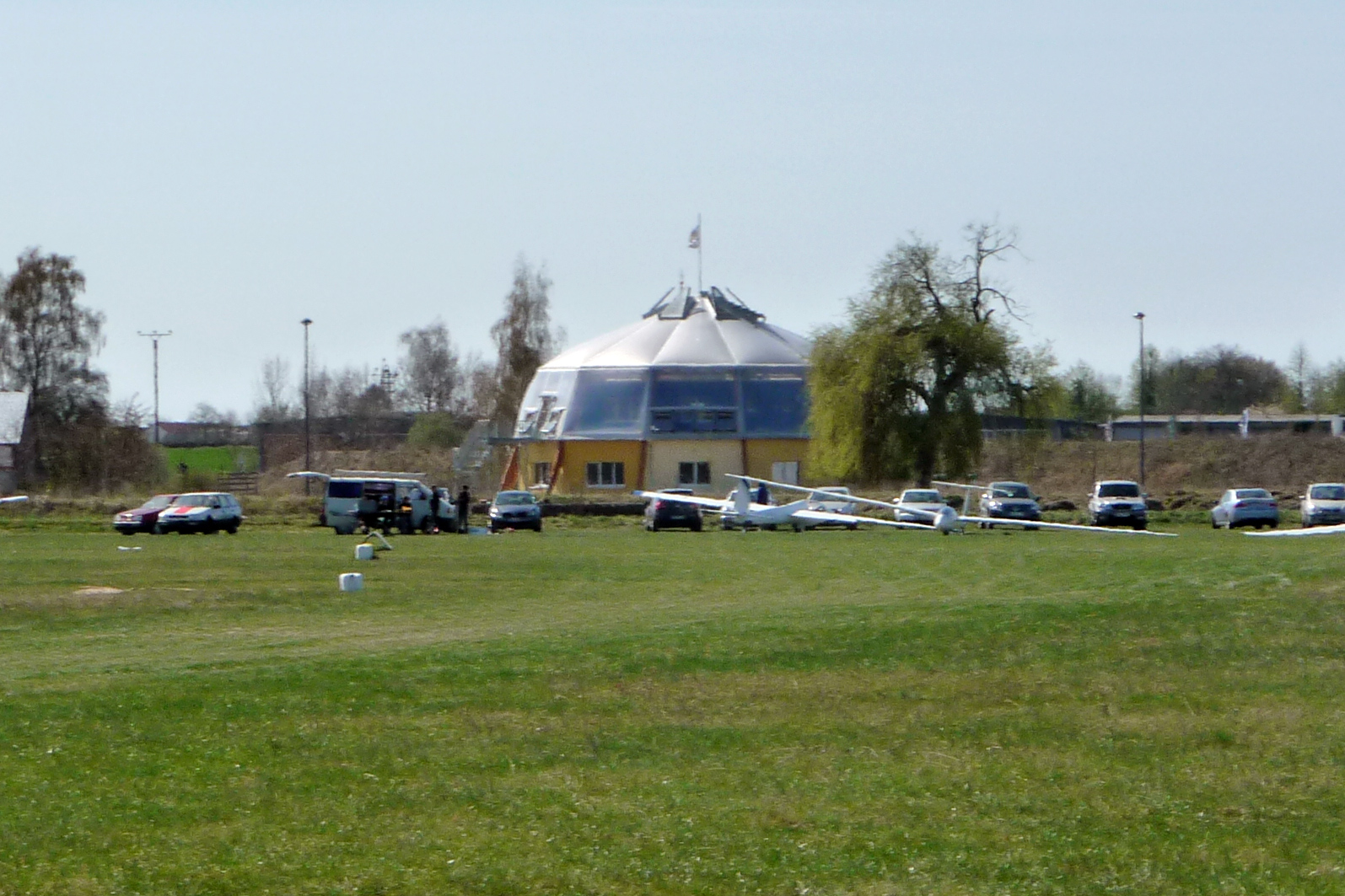
Flugplatz „Lilienthal“
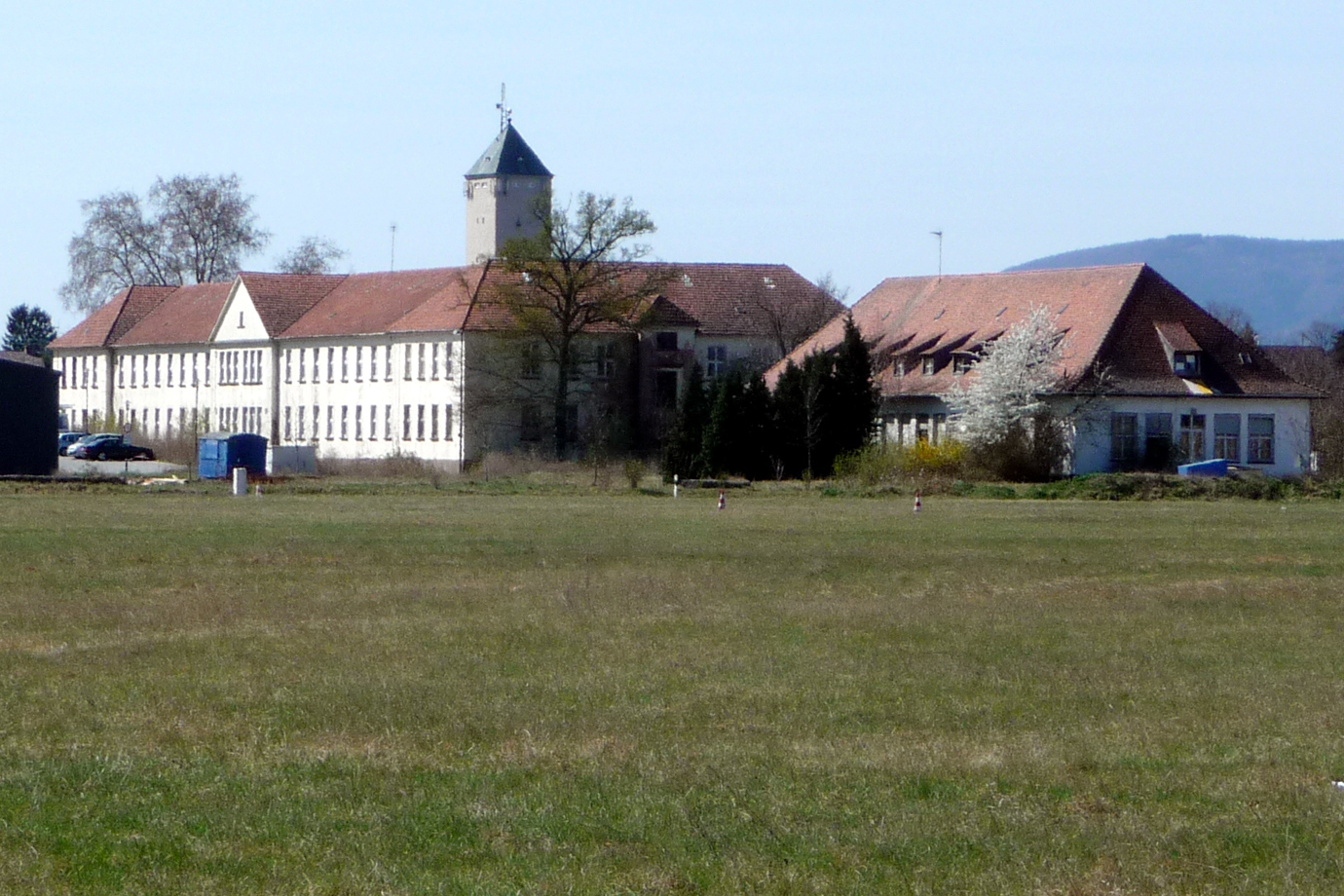
Ehemalige Kaserne am Flugplatz

### Kulturdenkmäler

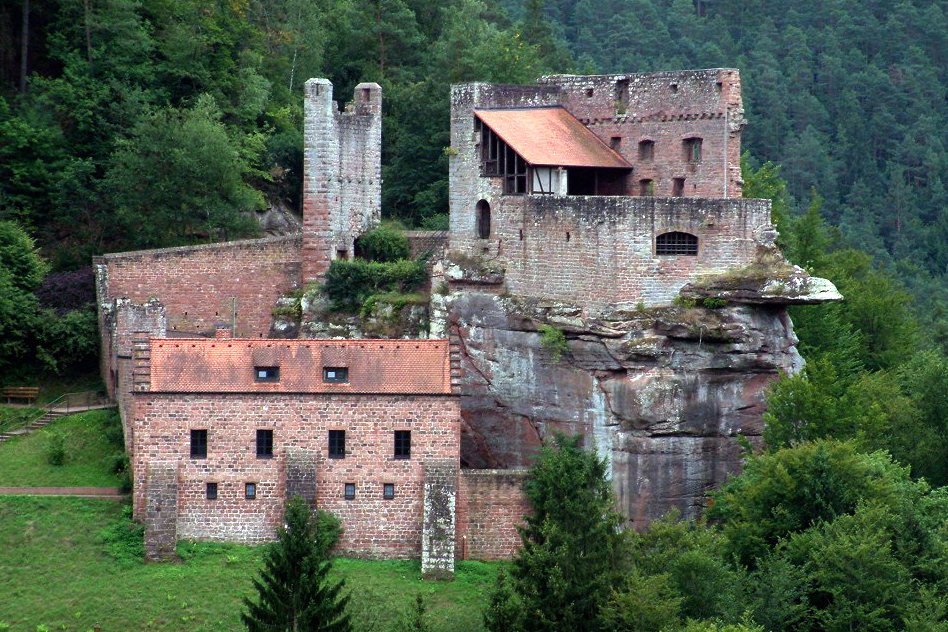
Denkmalgeschützte Burg Spangenberg

Die Bauerndoktor-Gros-Straße, die Bonhoefferstraße, die Theodor-Heuss-Straße sowie die in der Waldexklave befindliche Ruine der Burg Spangenberg und der südlich von ihr liegende Stutengarten sind als Denkmalzonen ausgewiesen.
Hinzu kommen außerdem zahlreiche Einzelobjekte, die unter Denkmalschutz stehen, darunter die beiden protestantischen Kirchen in Lachen und in Speyerdorf. Im gesamten Ortsteil fallen Fachwerkhäuser auf, vor allem alte Bauernhöfe, die ebenfalls denkmalgeschützt sind.

### Natur
Vor Ort befindet sich das Naturschutzgebiet Ehemalige Allmende-Viehweiden Lachen-Speyerdorf.

### Archäologie
Am nördlichen Rand des Wohngebiets von Speyerdorf stehen auf 121 m Höhe nahe beieinander zwei Menhire aus der keltischen Eisenzeit, die vermutlich zwei Gräber markierten. Die höhere misst 2,10 m.

### Veranstaltungen
Jährlich wiederkehrende Feste sind die Froschkerwe Ende April in Speyerdorf, das Hampeterbrunnenfest am 1. Mai in Lachen sowie die Bauern- und Winzerkerwe Mitte August in Lachen. 2001 fand vor Ort die Offene Deutsche Hubschraubermeisterschaft statt.

### Soziales Leben
In Lachen-Speyerdorf steht das Diakonissen-Mutterhaus Neustadt-Lachen. Bei ArtProPan handelt es sich um ein Künstlerprojekt im ehemaligen Mädchenerziehungsheim. Das Projekt [51] Kunst Kultur; renoviert seit Dezember 2014 das Einzeldenkmal Theodor-Heuss-Str. 51 in Lachen in Abstimmung mit der Denkmalschutzbehörde. Zudem verfügt Lachen-Speyerdorf über eine Ortsgruppe des Pfälzerwald-Vereins.

## Wirtschaft und Infrastruktur

### Wirtschaft

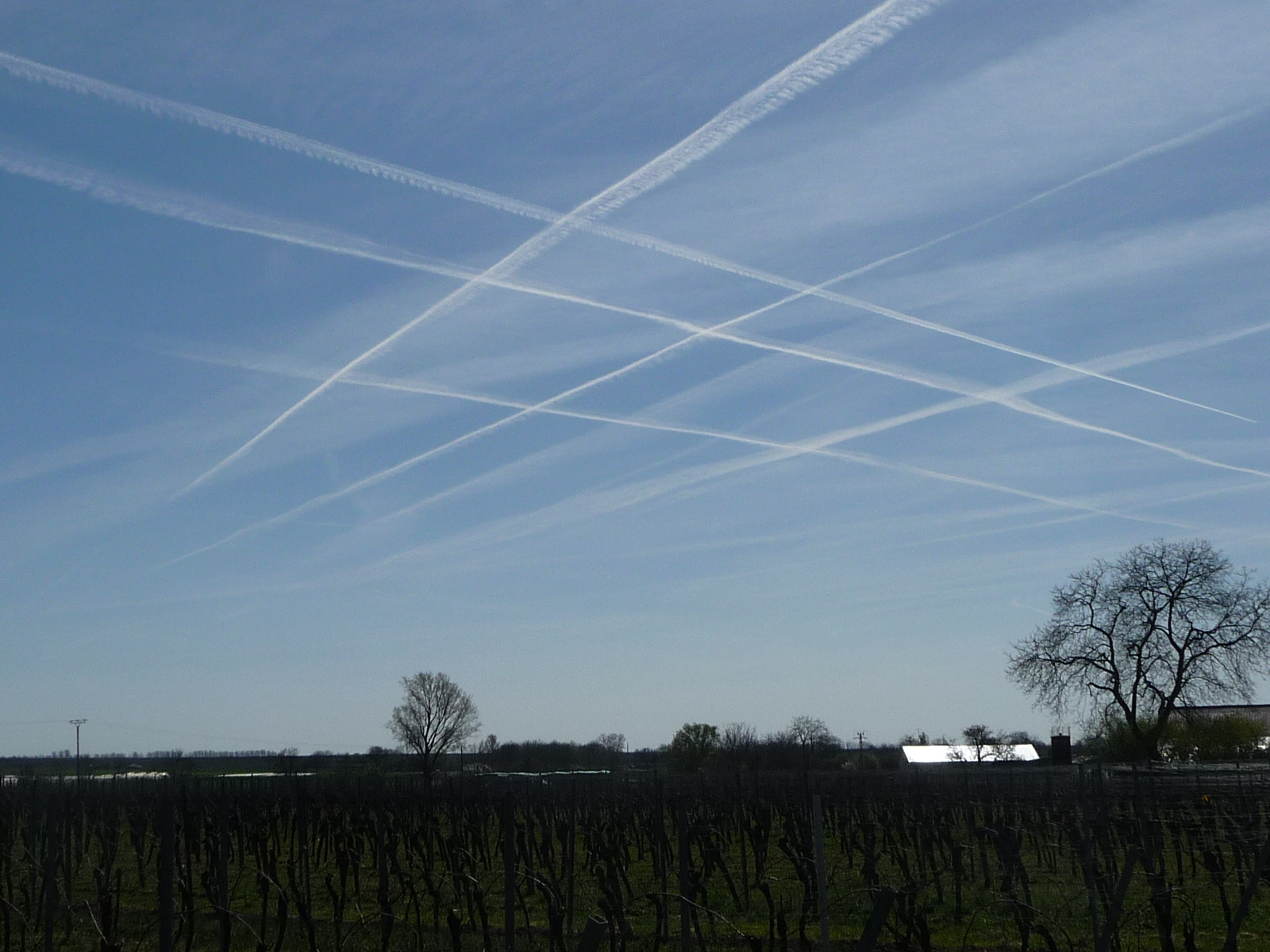
Weinberg in Lachen-Speyerdorf

Die günstigen klimatischen Verhältnisse ermöglichen Weinbau. Dieser geht über 2000 Jahre bis in die Römerzeit zurück. Bekannte Weinlagen sind Lerchenböhl, Pfaffengrund und Trappenberg. Vor Ort befindet sich die Rebschule Freytag, in der 1991 die Rebsorten Cabernet Blanc, Cabertin, Pinotin und Satin Noir gezüchtet wurden.
Im Zuge der Haingeraide waren Lachen und Speyerdorf an der sogenannten ersten Haardtgeraiden beteiligt, die in der frühen Neuzeit aufgelöst und teilweise der Gemeinde unterstellt wurde.
In Richtung Haßloch liegt das Industrie- und Gewerbegebiet „Im Altenschemel“. Mit einer der größten Solaranlagen Deutschlands entstand der Solarpark Flugplatz Lilienthal, ein Gewerbepark für Solartechnik und regenerative Energien. Direkt neben dem Flugplatz erzeugt der Solarpark auf einer Fläche von 70.000 m² eine Leistung von 2 Megawatt und versorgt rund 700 Haushalte mit Ökostrom. Damit ist er eines der größten Solarstromkraftwerke Deutschlands. 1000 Tonnen Kohlendioxid werden dadurch jährlich eingespart.

### Verkehr
Öffentlicher Verkehr
Lachen-Speyerdorf besaß ab 1908 den gleichnamigen Bahnhof an der Lokalbahn Speyer–Neustadt. Der Bahnhof wurde zum 1. August 1947 zu einer „Agentur“ herabgestuft. Die Strecke wurde 1956 insgesamt stillgelegt. Heute ist der nächste Bahnanschluss der Neustadter Hauptbahnhof.
Die Buslinie 507 des Verkehrsverbunds Rhein-Neckar, die sich am Verlauf der früheren Lokalbahn orientiert, verbindet den Ort mit der Neustadter Kernstadt sowie mit Speyer. Vereinzelt verkehrt die Buslinie 508, die eine Verbindung zur BASF herstellt. Die Linie 509 verbindet mit Lustadt und die Linie 510 mit Haßloch.
Straße

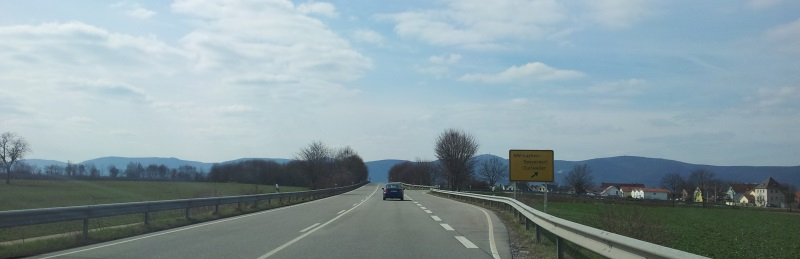
Bundesstraße 39 im Bereich von Lachen-Speyerdorf

Die überregionale Straßenanbindung erfolgt über die A 65 (Anschlussstelle Neustadt-Süd) in die Richtungen Ludwigshafen am Rhein und Karlsruhe. Als Ortsumgehung führt die B 39 von Neustadt aus an Lachen vorbei nach Speyer. Die Kreisstraße 1 führt in die Kernstadt und nach Haßloch und die Kreisstraße 7 stellt eine Verbindung zur Autobahn her. Die Landesstraße 540 führt an Duttweiler vorbei in Richtung Bellheim.
Luft
Der ab 1912 errichtete und 1913 in Betrieb genommene Flugplatz „Lilienthal“ in Speyerdorf gehört zu den zehn ältesten Flugfeldern Deutschlands. Es ist heute, als Verkehrslandeplatz eingestuft, Schauplatz der Aktivitäten des 1912 gegründeten Neustadter Flugsportvereins und dient Sport- und Segelfliegern. Während des Ersten Weltkriegs befand sich dort die Militär-Fliegerschule II der Bayerischen Armee. Auf dem Flugplatz landete im Rahmen der Befreiungsfeiern aus Anlass des Abzugs der französischen Besatzung am 20. Juli 1930, organisiert durch den Neustadter Verleger Daniel Meininger, vor etwa 100.000 Zuschauern das Luftschiff LZ 127 „Graf Zeppelin“. Im Jahr 1985 steuerte der damalige US-amerikanische Präsident Ronald Reagan den Flugplatz per Hubschrauber an, um das nahegelegene Hambacher Schloss zu besuchen. Nach dem Zweiten Weltkrieg befanden sich in Lachen-Speyerdorf bis 1992 die Fliegerhorste Quartier Dorance und Quartier Colonel Edon der Forces françaises en Allemagne.

### Tourismus
Nördlich von Speyerdorf steht die 2017 eingeweihte PWV-Hütte Lachen-Speyerdorf. Durch den Ort führt der Kraut-und-Rüben-Radweg.

## Persönlichkeiten

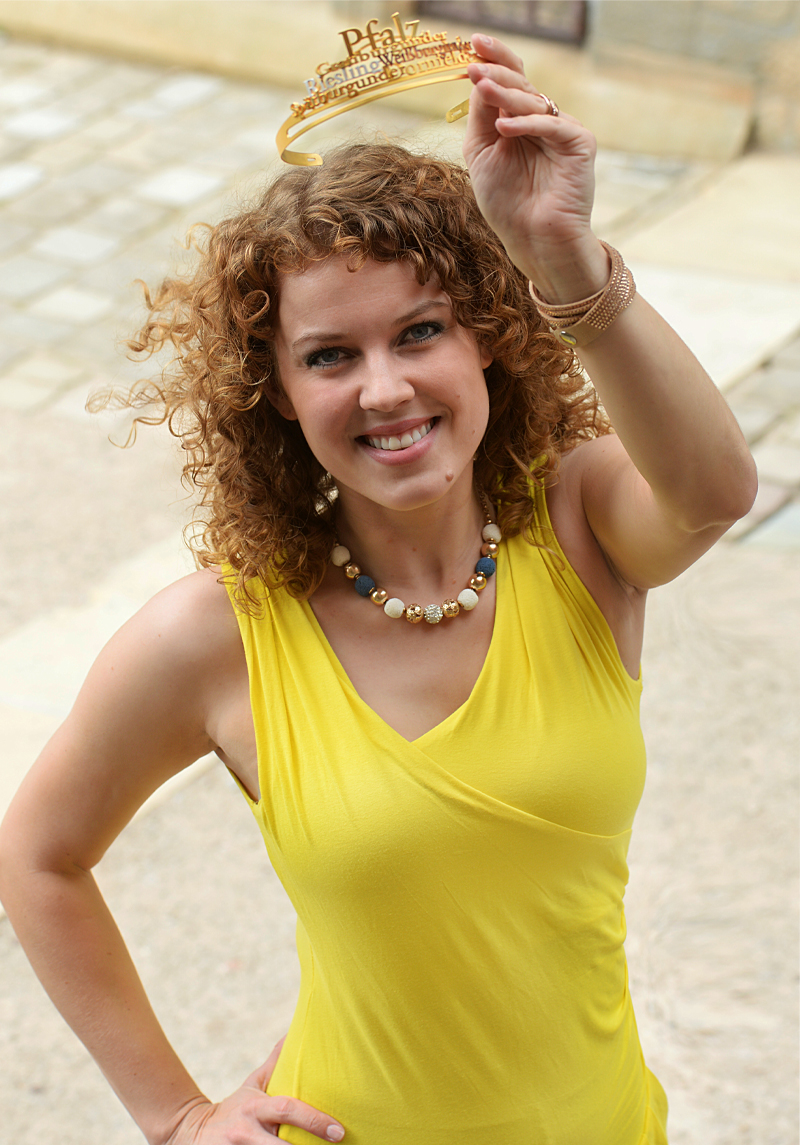
Anastasia Kronauer

### Söhne und Töchter des Ortes
- Ludwig Groß (1825–1894), Politiker (Nationalliberale Partei)
- Conrad Freytag (1846–1921), Bauunternehmer
- Anastasia Kronauer (* 1992), 78. Pfälzische Weinkönigin in der Amtsperiode 2016/2017; später Politikerin (FWG)

### Personen, die vor Ort gewirkt haben
- Rudolf Krüger (1898–1980), Architekt, absolvierte seinen Wehrdienst in Lachen-Speyerdorf.
- Otto Rumpf (1902–1984), Bildhauer
- Bernhard Kimmel (1936–2019) war Anführer der Kimmel-Bande, die 1959 vor Ort einen Einbruch in ein Waffendepot verübte.
- Daniel Meininger (1876–1964), 1. Vorsitzender des Flugsportvereins und Druckereibesitzer aus Neustadt a. d. Haardt